# Aspach-le-Haut
Aspach-le-Haut korábbi község Franciaországban, Haut-Rhin megyében. Lakosainak száma 1453 fő (2018. január 1.). Aspach-le-Haut Cernay, Aspach-le-Bas, Michelbach, Roderen, Leimbach és Vieux-Thann községekkel határos.
2016. január 1-jén Michelbach korábbi községgel egyesült és az így létrejött Aspach-Michelbach új község része lett.

## Népesség
A település népességének változása:
| Lakosok száma | 513  | 562  | 561  | 871  | 1123 | 1448 | 1509 | 1848 | 1464 | 1453 |
|               | 1962 | 1968 | 1975 | 1990 | 1999 | 2008 | 2013 | 2016 | 2017 | 2018 |